# Ejner Hovgaard Christiansen
Ejner Hovgaard Christiansen (28. maj 1932 – 20. juli 2007) var en dansk politiker, der var medlem af Europa-Parlamentet fra 1984 til 1994, valgt for Socialdemokratiet, men fra 1992 som løsgænger.
Christiansen begyndte sin politiske karriere som formand for Danmarks Socialdemokratiske Ungdom i 1961 og sad til 1967, hvor han blev afløst af Hans Carl Nielsen. Fra 1958 til 1992 var han medlem af Socialdemokratiets hovedbestyrelse og fra 1967 til 1970 sekretær for partiets organisation i Københavns Amt. 1971-1984 var han partisekretær.
Hans eneste folkevalgte hverv var som europaparlamentariker. Han blev indvalgt ved valget i 1984 og genvalgt i 1989, men brød med partiet i 1992 og fortsatte resten af perioden som løsgænger. Hans brud med partiet skete efter at han havde ansat sin hustru som assistent og selv forvaltet de såkaldte sekretariatsmidler, som ifølge partiets love ellers tilfalder partiet.
Samtidig med sit politiske virke var Christiansen en ivrig debattør, blandt andet gik han op imod Den Danske Forening, som han i Hjemmeværnsbladet beskyldte for "end ikke at have åndsevner på linje med en neanderthalmand", ligesom han hævdede, at foreningen ville være rede til en væbnet kamp mod indvandrerne.
Efter sin politiske karriere var Ejner Hovgaard Christiansen blandt andet aktiv i Dansk Amatørfiskerforening.